# Церква Різдва Пресвятої Богородиці (Покропивна)
Церква Різдва Пресвятої Богородиці в Покропивній — парафія і храм греко-католицької громади Козлівського деканату Тернопільсько-Зборівської архієпархії Української греко-католицької церкви в селі Покропивна Тернопільського району Тернопільської области.

## Історія церкви
Парафія заснована на початку XVII століття, коли вона належала до Львівської православної єпархії. Після того, як у 1700 році єпархія перейшла до Унійної церкви, парафія села Покропивна також стала унійною. До 1946 року парафія і храм належали УГКЦ.
З 1946 до 1990 року парафія не діяла. З 1991 року вона знову в лоні УГКЦ.
Храм збудували у 1882–1884 роках, але комуністичні функціонери зруйнували його в 1950-х роках.
У 1991 році громада села збудувала новий храм. Його освятив отець митрат Василій Семенюк разом зі священниками УГКЦ з навколишніх парафій.
У 2013 році парафію відвідав Тернопільсько-Зборівський митрополит і архиєпископ Василій Семенюк.
При церкві діють такі спільноти: братство Матері Божої Неустанної Помочі, «Матері в молитві», Марійська та Вівтарна дружини.
У власності парафії є парафіяльний будинок, що не є проборством.

## Парохи
- о. Юліан Величківський (1882—1892),
- о. Мартин Барвінський (1892—1918),
- о. Петро Курдидик (1918—1924),
- о. Микола Кулицький (1924—1935),
- о. Михайло Кулинич (1935—1946),
- о. Іван Колодій (1991—1994),
- о. Омелян Кобель (1994—1995),
- о. Омелян Драпінський (1995—2006),
- протопресвітер о. Роман Гук (з 2006).